# ヴァルヴェスティーノ
ヴァルヴェスティーノ（伊: Valvestino）は、イタリア共和国ロンバルディア州ブレシア県にある、人口約200人の基礎自治体（コムーネ）。

## 地理

### 位置・広がり

#### 隣接コムーネ
隣接するコムーネは以下の通り。括弧内のTNはトレント自治県所属を示す。
- ボンドーネ (TN)
- カポヴァッレ
- ガルニャーノ
- イドロ
- マガーザ
- ティニャーレ

### 気候分類・地震分類
気候分類では、zona F, 3182 GGに分類される。
また、イタリアの地震リスク階級 (it) では、zona 2 (sismicità media) に分類される
。

## 行政

### 分離集落
ヴァルヴェスティーノには、以下の分離集落（フラツィオーネ）がある。
- Armo, Bollone, Droane, Moerna, Persone, Turano